# De Havilland Canada DHC-3 Otter
DHC-3 Otter byl kanadský jednomotorový hornoplošný užitkový letoun pro devět cestujících a dva členy posádky s pevným ostruhovým podvozkem.

## Vznik

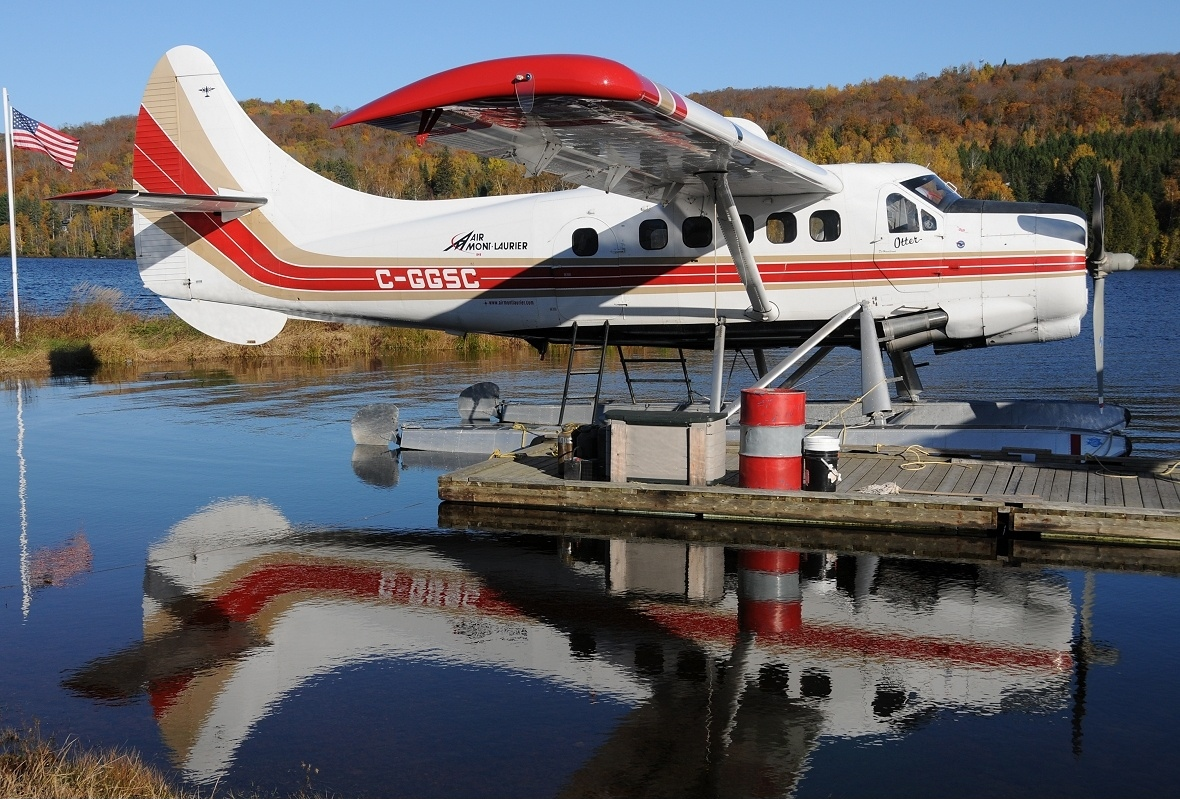
Plovákový De Havilland Canada DHC-3 Otter (C-GGSC), Air Mont-Laurier, Québec, Kanada

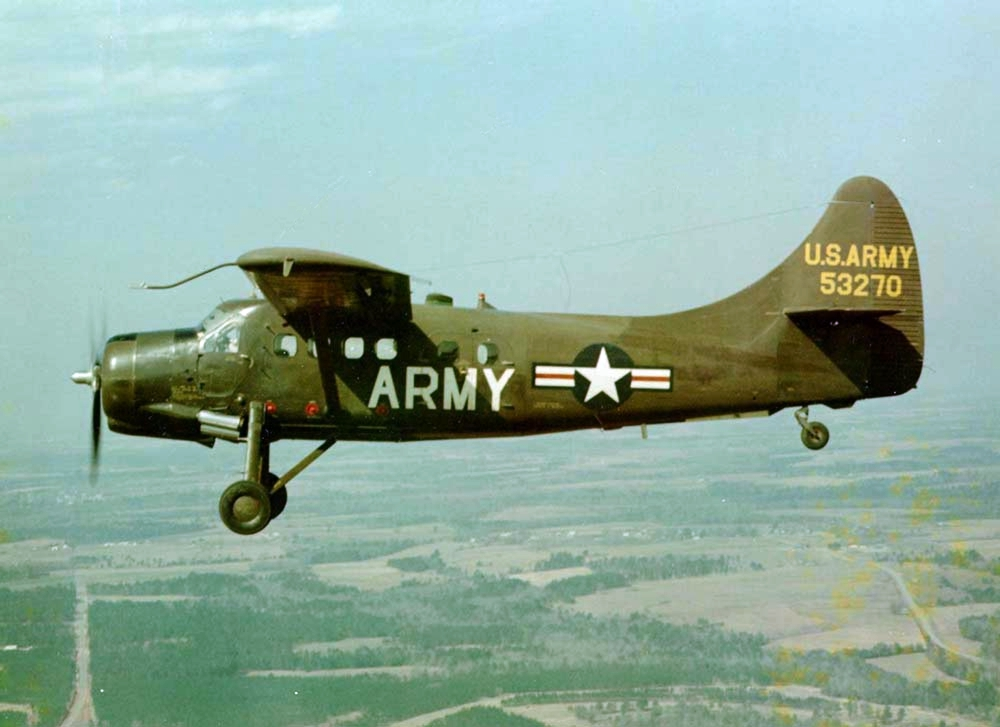
De Havilland U-1A-DH Otter (s/n 55-3270), US Army

Kanadská společnost OPAS, největší uživatel letounů de Havilland Canada DHC-2 Beaver v této zemi, navázala jednání se společností de Havilland Canada o možnosti jeho dalšího vývoje. Firma OPAS požadovala zejména dvojnásobnou nosnost. Obě strany se dohodly, že v případě realizace vývoje nového letounu odebere OPAS dvacítku letounů, čímž by byl zajištěn rychlý start na trh.
Kanadský De Havilland zahájil práce na DHC-3 v prosinci 1950. Při konstrukci bylo uplatněno celkové zlepšení aerodynamiky, včetně aerodynamických pomůcek pro zkrácení vzletu a přistání. Štíhlé celokovové křídlo s jednonosníkovou kostrou obdrželo dvouštěrbinové vztlakové klapky, kombinované s křidélky na vnějších koncích křídla. trup skořepinové konstrukce měl kruhový průřez, takže získal větší úložný prostor. Manipulace s nákladem byla usnadněna dvoukřídlými vraty na levém boku trupu, na jehož zádi byl umístěn otvor pro shoz nákladu padákem, či bez něho.
Pohon měl zajišťovat motor Pratt & Whitney Wasp s reduktorem, ale jeho výroba byla během druhé světové války zastavena a na skladech jich nebylo mnoho. Kanadská pobočka Pratt & Whitney se proto rozhodla o znovuzavedení jeho výroby ve verzích S3H1-G, nebo S1H1-G s výkonem 441 kW. Pohonná jednotka, roztáčející třílistou automatickou vrtuli Hamilton Standard o průměru 3,3 m, byla opatřena krytem typu NACA, jejíž výfuky byly svedeny do dvou ejektorových trubic na levém boku. Sání, vyvozované těmito trubicemi v prostoru motoru, urychlovalo proudění vzduchu okolo válců a zdokonalovalo tak chlazení zejména při stoupání.

## Vývoj a nasazení

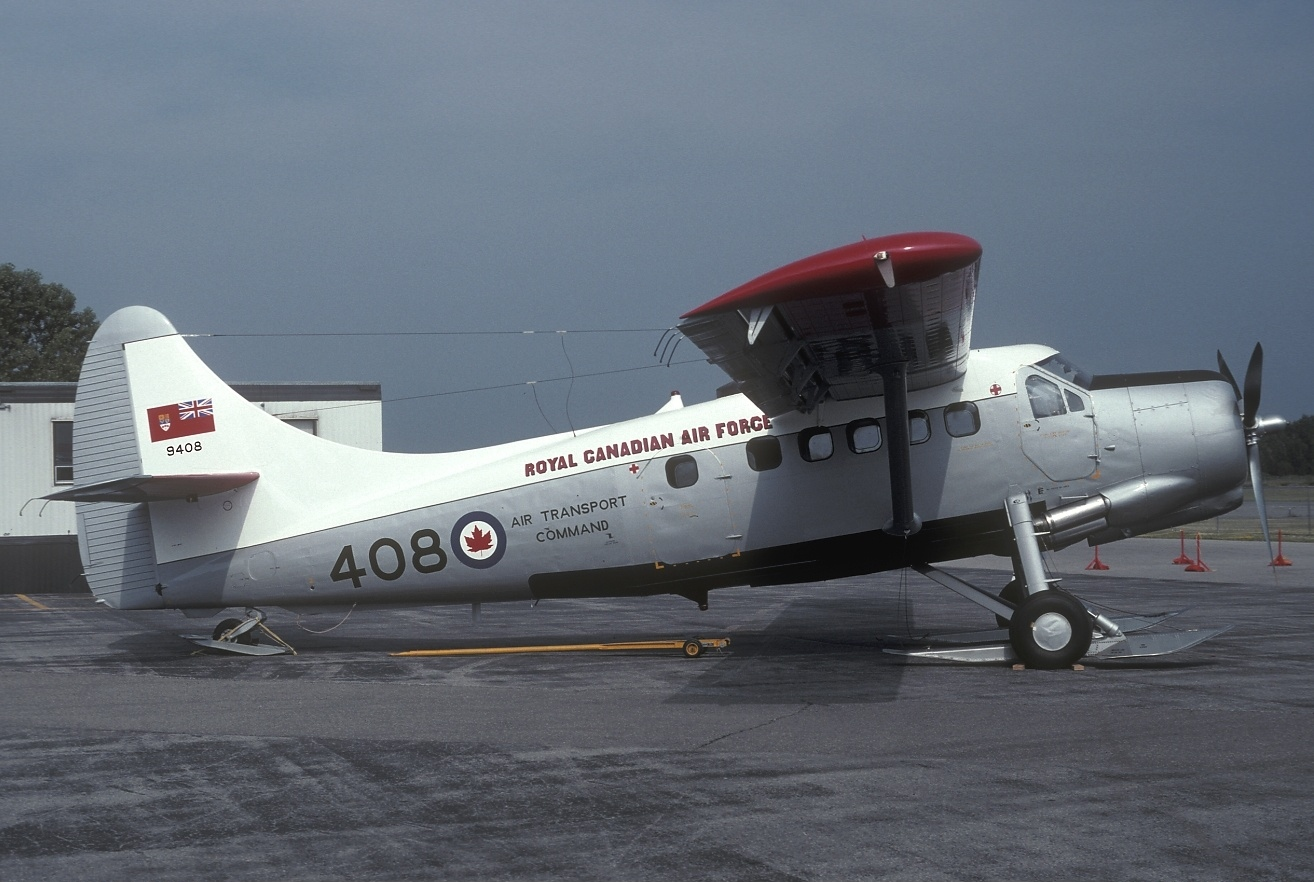
De Havilland Canada CC-123 Otter, RCAF

Prototyp DHC-3 (CF-DYK-X) poprvé vzlétl 12. prosince 1951 jako pozemní, kolový podvozek však mohl být nahrazen dvojicí plováků. Vzlet i přistání probíhal na plochách o délce 305 m, čímž Otter splňoval podmínky kategorie STOL.
Sériové stroje odebrala firma OPAS, jako CC-123 Otter kanadské letectvo a kanadská letecká společnost Wardair. Otter vyhrál i soutěž amerického armádního letectva na frontový dopravní letoun, včetně soutěže s vrtulníky. US Army následně odkoupila 155 kusů s označením U-1 a s objednávkou se přidalo také námořní letectvo (UC-1).

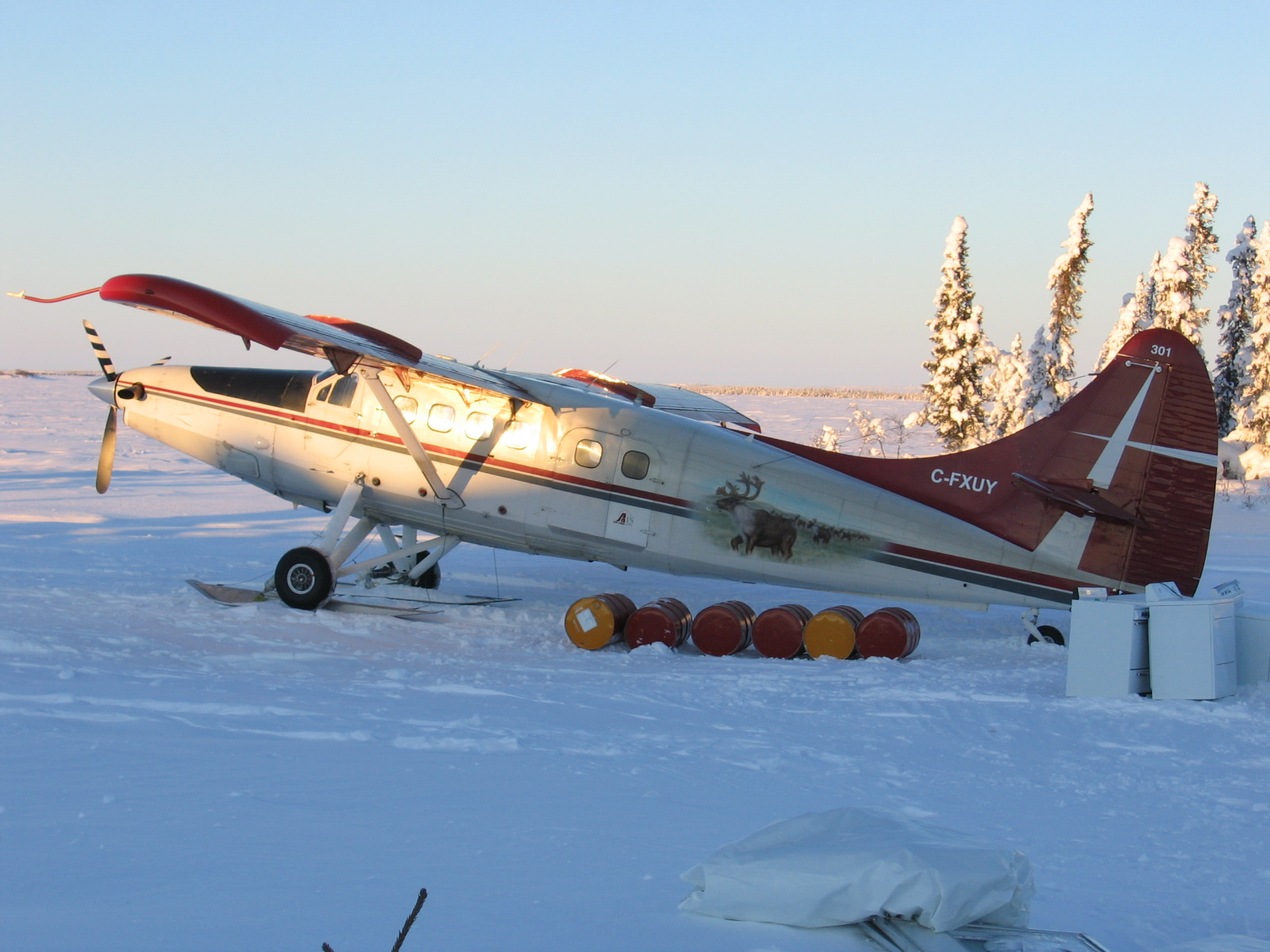
DHC-3 Turbo Otter (C-FXUY)

Ottery operovaly rovněž v Antarktidě ve službách americké, belgické a britské expedice.
Firma OPAS s Ottery experimentovala i v roli vodních bombardérů při hašení lesních požárů. Nejprve na plováky namontovala dvě válcové nádrže po 364 l, plněné náporem vody při letu těsně u hladiny, které se nad požárem překlopily. Poté umístila pod trup střední nádrž s kapacitou 360 l, plněnou i vyprazdňovanou identicky. Nakonec se jako nádrže na vodu využily plováky, na jejichž spodní straně byla uzavíratelná klapka pro náporové plnění vodou.
Ve spolupráci s RCAF upravila továrna jeden letoun pro pokusy s velkými klapkami na snížení minimální rychlosti a dalšího zkrácení vzletu a přistání. Za stejným účelem se instaloval i proudový motor General Electric J85-GE-7 o tahu 10,9 kN, jehož výstup byl sveden do dvou otočných trysek na bocích zádě trupu, takže se mohl měnit vektor jejich tahu. Stejné zařízení se uplatnilo také u Otteru poháněného dvěma turbovrtulovými motory Pratt & Whitney Canada PT6A. Tyto experimenty nepřekročily stádium měření a v praxi nebyly využity.
Jako jedna z prvních nainstalovala turboprop PT6A-27 o 486 kW do draku Otteru společnost Cox Air Resources. Se snížením hmotnosti stroje na 1861 kg bylo možné zvětšit náklad. Po těchto dalších konverzích nesl letoun označení DHC-3 Turbo Otter.
Na jednomotorový DHC-3 společnost navázala dvoumotorovým typem De Havilland Canada DHC-6 Twin Otter.

## Specifikace

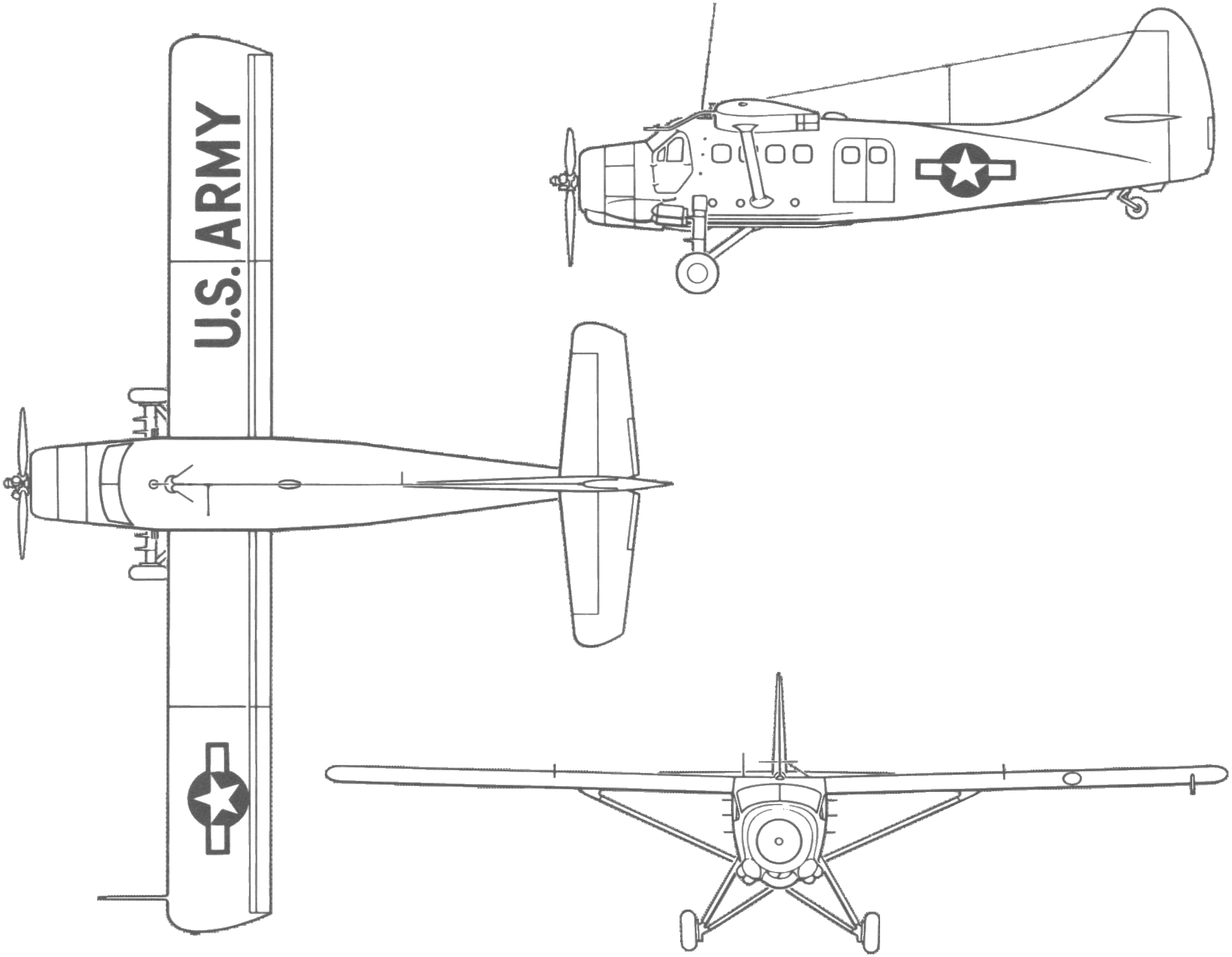
Nákres letounu U-1A Otter

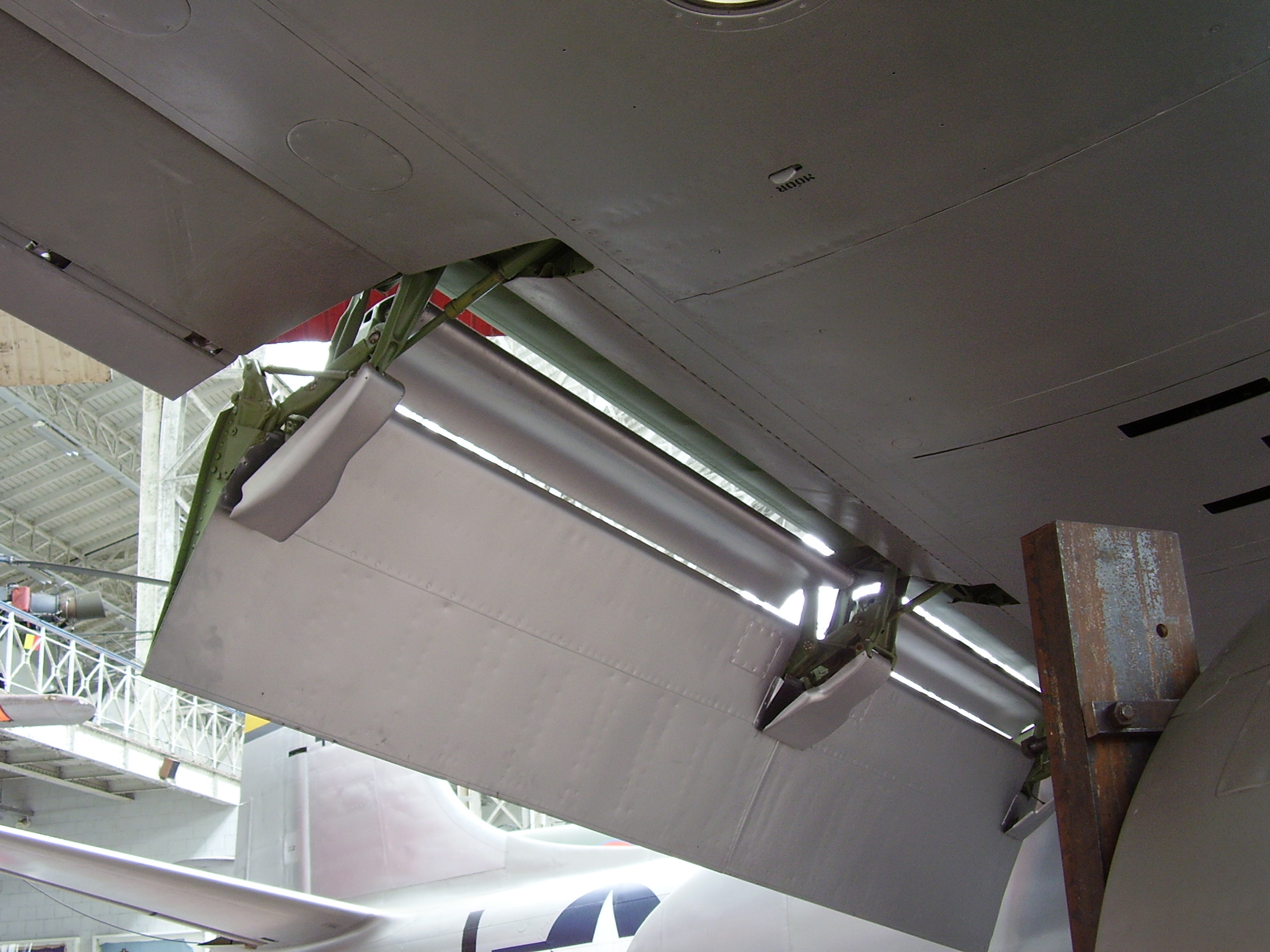
Detail vztlakové klapky DHC-3 (OO-SUD), Královské vojenské muzeum v Bruselu

Údaje dle

### Technické údaje
- Osádka: 2[1]
- Kapacita: 9 cestujících nebo 2 100 liber (950 kg) nákladu[1]
- Rozpětí: 17,70 m
- Délka: 12,80 m
- Nosná plocha: 34,83 m²
- Hmotnost: 2400 kg
- Vzletová hmotnost: 3630 kg
- Pohonná jednotka: 1 × vzduchem chlazený devítiválcový hvězdicový motor Pratt & Whitney R-1340-S1H1-G Wasp[1]
- Výkon pohonné jednotky: 600 hp (450 kW)[1]

### Výkony
- Maximální rychlost: 257 km/h
- Cestovní rychlost: 222 km/h
- Stoupavost u země: 5,0 m/s
- Dostup: 5430 m
- Dolet: 1520 km
- Délka startu: 352 m
- Délka přistání: 268 m